# Domenico Campagnola

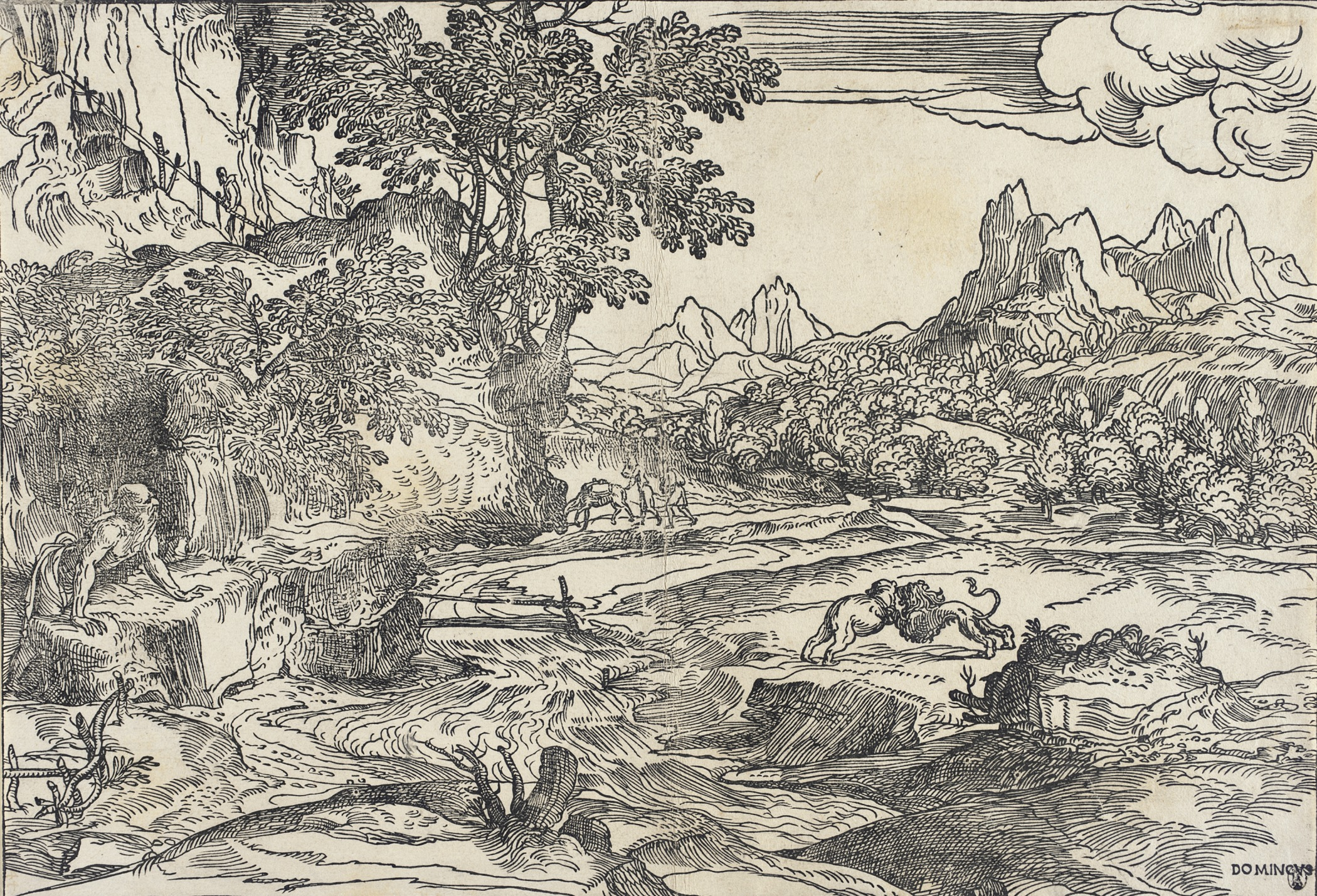
Domenico Campagnola, Pejzaż ze świętym Hieronimem pokutującym na pustyni.

Domenico Campagnola (ur. 1500, zm. 1564) – włoski malarz, rysownik i grafik aktywny w okresie weneckiego renesansu.

## Twórczość
Pochodził z rodziny o artystycznych tradycjach; malarzami i zarazem rysownikami byli jego ojciec, Giulio, (1482 - 1515) i dziadek, Girolamo, czynny w Padwie pod koniec XV wieku.
W wielu jego wczesnych dziełach (Spotkanie świętych Joachima i Anny przy Złotej Bramie w Jerozolimie) widoczne są wpływy Tycjana, którego był prawdopodobnie uczniem, natomiast późniejsze prace z 1532 roku wyraźnie wskazują na oddziaływanie stylistyczne Moretta i szkoły z Brescii.
Do najbardziej znanych dzieł artysty zaliczane są obrazy: Adam i Ewa (Palazzo Pitti, Florencja), polichromie w Sala dei Giganti, Palazzo Te, Mantua i dekoracje padewskiego Oratorio di San Rocco.